# 日本柔道整復接骨医学会
一般社団法人日本柔道整復接骨医学会（にほんじゅうどうせいふくいがくかい）とは、日本における柔道整復術系学術団体の中で唯一の組織で、柔道整復術に関する様々な研究・論文発表などを行っている。1992年設立。
英語名は Japanese Society of Judo Therapy である。

## 概要
- 柔道整復術に関する研究発表会及び学術講演会等の開催、調査研究。
- 学会誌、学術図書及び資料の刊行。
- 研修等

## 学会誌
- 「柔道整復・接骨医学誌（Japanese Journal of Judo Therapy）」

## 関連事項
- 柔道整復術／医学
- 柔道整復師／医師
- 学会の一覧／研究会